# Timewind
Timewind (engl. für „Zeitwind“) ist ein instrumentales Album des deutschen Musikers Klaus Schulze, welches im Jahr 1975 aufgenommen wurde. Es war das erste Album des Künstlers, auf dem er einen Sequencer einsetzte.
Beide Titelnamen sind Anspielungen an Person und Leben Richard Wagners, dem Schulze das Album widmete. Später verwendete er auch das Pseudonym "Richard Wahnfried".

## Titelliste
- Geschrieben und arrangiert von Klaus Schulze

1. Bayreuth Return – 30:32
2. Wahnfried 1883 – 28:38

Bei einer Wiederveröffentlichung 2007 lag dem ursprünglichen Album noch eine zweite CD bei. Auf dieser wurden die bisher unveröffentlichten Titel Echoes of Time, Solar Wind und Windy Times als Bonustracks publiziert. Es handelt sich hauptsächlich um Alternativversionen der originalen Titel.

| Professionelle Bewertung | Professionelle Bewertung |
| ------------------------ | ------------------------ |
| Quelle                   | Bewertung                |
| Allmusic                 | [ 1 ]                    |

## Besetzung
- Klaus Schulze – ARP 2600, ARP Odyssey, EMS Synthi-A, ELKA Rhapsody, Farfisa Professional Duo, Farfisa Professional Piano und Synthanorma-Sequencer

## Produktion
- Produktion von Klaus Schulze
- Layout-Design von Thomas Evenhart
- Fotografien von Klaus D. Müller
- Illustrationen und Cover-Design von Urs Amann